# Графська пуща
Графська пуща — лісовий масив, розташований за 12 км на північний схід від селища Кирилич Гродненської області, на півдні примикає до Налібоцької пущі. Площа близько 3,2 тис. га.
Рельєф злегка хвилястий. Південно-західна частина пущі примикає до річки Німан, північна до річки Чорна. З рослинності зустрічаються сосняки вересові, моховиті, чорничні, багунові і сфагнові; ялинники моховиті і чорничні. В минульщину Графська пуща була власністю Радзивіллів, місцем графського полювання (звідси пішла назва). Ландшафт придатний для туризму і відпочинку.